# 홍성연 (야구인)
홍성연(1965년 7월 18일 ~ )은 대한민국의 전직 야구 선수이다. KBO 리그에서 투수로 활동했으며, 야구계에서 은퇴한 이후에는 골프로 전향했다. 

## 출신학교
- 1981년 ~ 1984년 : 대구고등학교
- 1984년 ~ 1988년 : 고려대학교 (1984학번)